# Trichoniscus rhodopiense
Trichoniscus rhodopiense är en kräftdjursart som beskrevs av Albert Vandel 1965A. Trichoniscus rhodopiense ingår i släktet Trichoniscus och familjen Trichoniscidae. Inga underarter finns listade i Catalogue of Life.